# Hermann Walter (Fotograf)

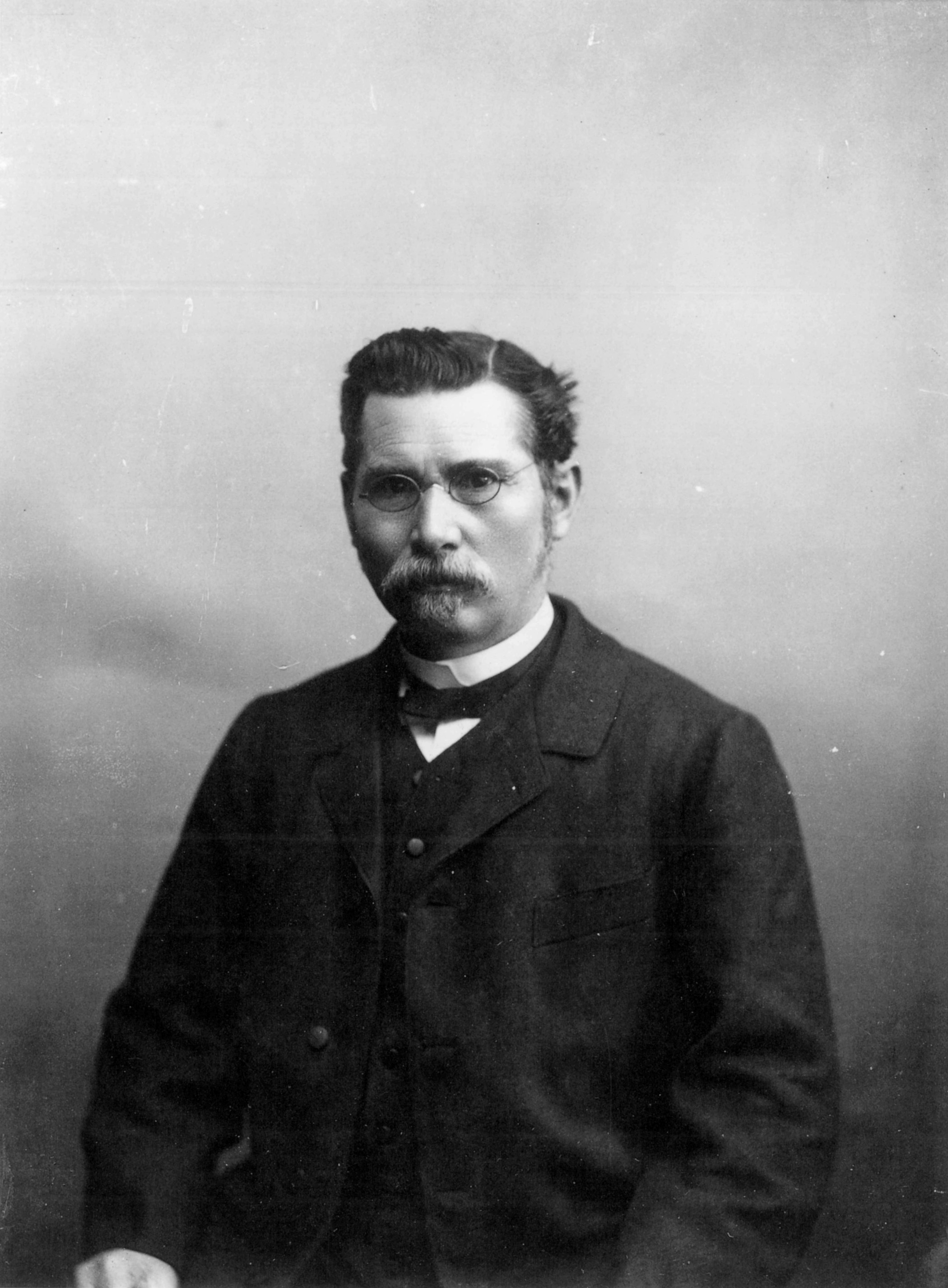
Hermann Walter, fotografiert von seinem Schwager Bernhard Müller (um 1900).

Hermann Friedrich Wilhelm Walter (* 10. Januar 1838 in Ebeleben; † 8. Juni 1909 in Leipzig) war ein deutscher Berufsfotograf, der als wichtigster Bildchronist der Stadt Leipzig im ausgehenden 19. Jahrhundert gilt.

## Leben

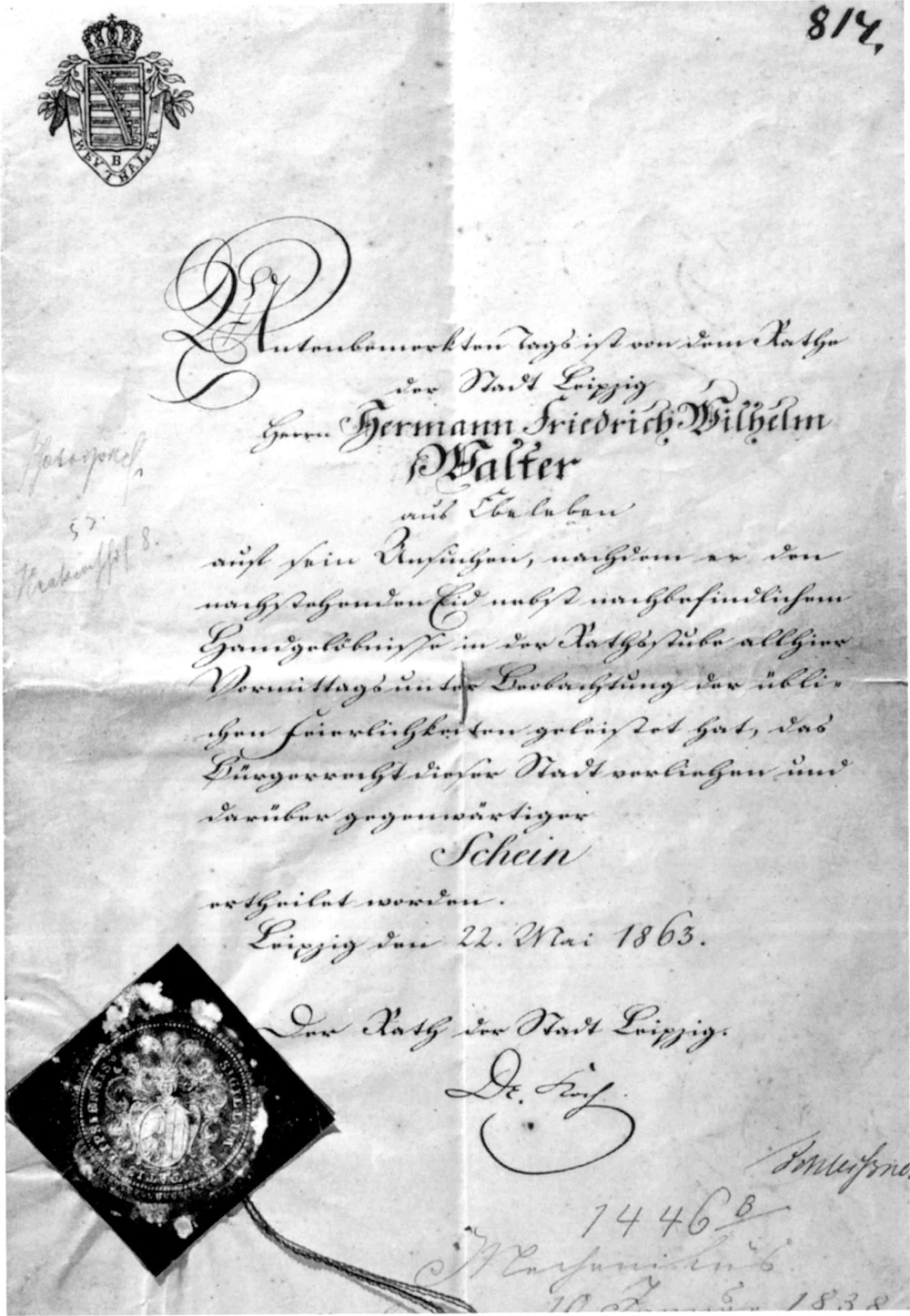
Bürgerbrief des Rates der Stadt Leipzig vom 22. Mai 1863

Der Sohn des Kaufmanns Karl Hermann Walter und dessen Ehefrau Auguste Wilhelmine Sophie Güntherine geborene Hupe besuchte die Lateinschule in Sondershausen. Von Ostern 1853 bis Frühjahr 1856 absolvierte er in Eisenach eine Lehre beim Großherzoglichen Hofmechanicus Zwez.
1859 reiste Walter über Hamburg und Rostock nach Sankt Petersburg und von dort nach Pulkowo, wo er bis zum 21. Mai 1860 als optischer Mechaniker an der Nikolai-Hauptsternwarte arbeitete. Anschließend reiste er über Hamburg nach London. Bis zum 16. August 1862 fertigte er dort in einer optisch-mechanischen Werkstatt hochwertige Objektive. In London hatte Walter höchstwahrscheinlich auch Kontakt mit Fotografen, sicher hat er dort auch selbst fotografiert.
Als 25-Jähriger kam Walter Ende 1862 nach Leipzig. Vor dem Rat der Stadt Leipzig leistete er am 22. Mai 1863 den Bürgereid. Anfangs arbeitete er als Stempelschneider für Briefsiegel und wohnte im Haus Ranstädter Steinweg 20. Ab 1870 lautete seine Berufsbezeichnung „Photograph und Mechanicus“, und er kaufte das Haus Naundörfchen 10, wo sich sein neues Atelier befand.
Hermann Walter betrieb in seinen ersten Leipziger Jahren Porträtfotografie im Oberlicht-Atelier und unterschied sich damit in seiner Arbeitsweise nicht von anderen Leipziger Kollegen.

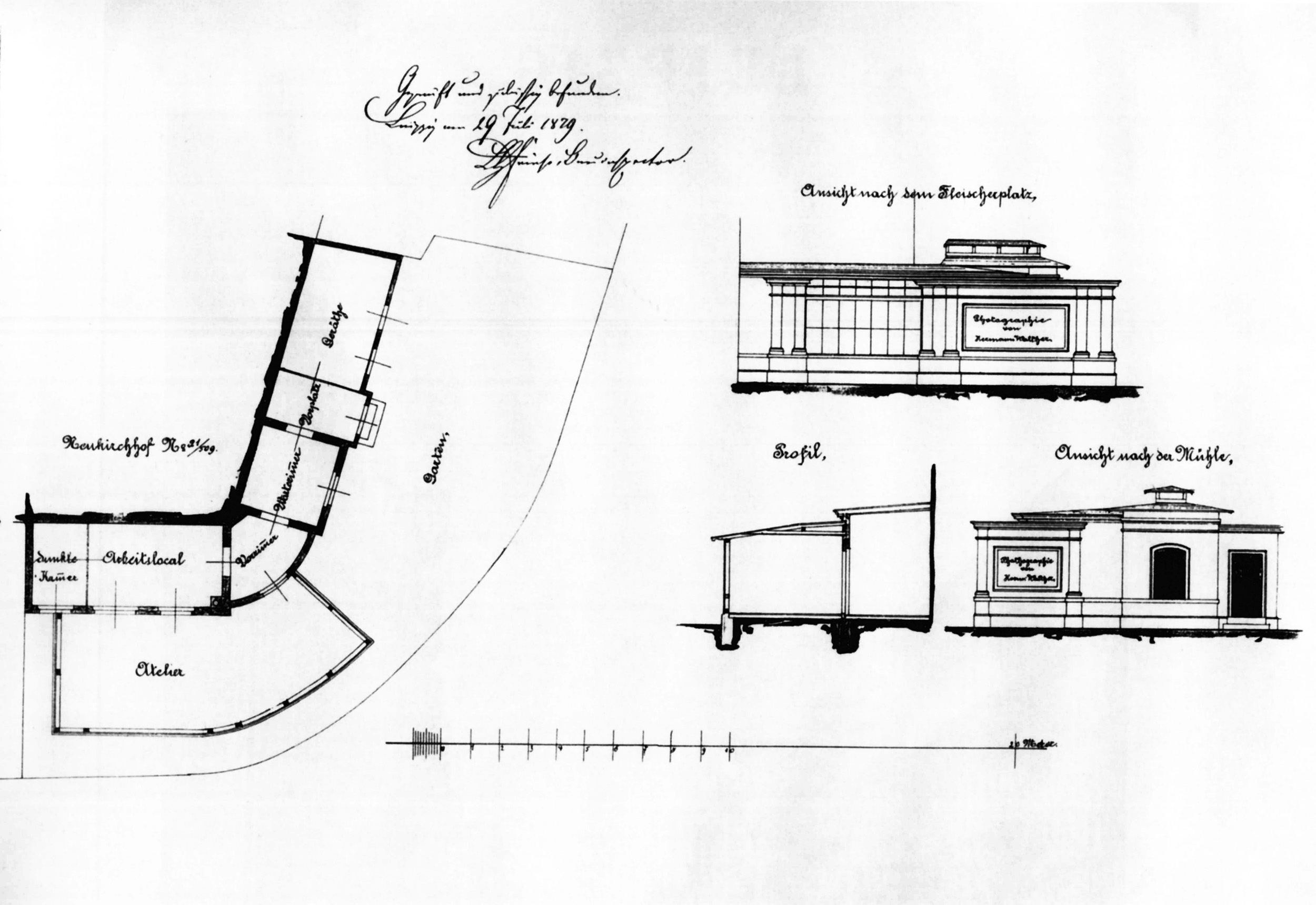
Am 29. Juli 1879 genehmigte Bauzeichnung für das Atelier am Töpferplatz
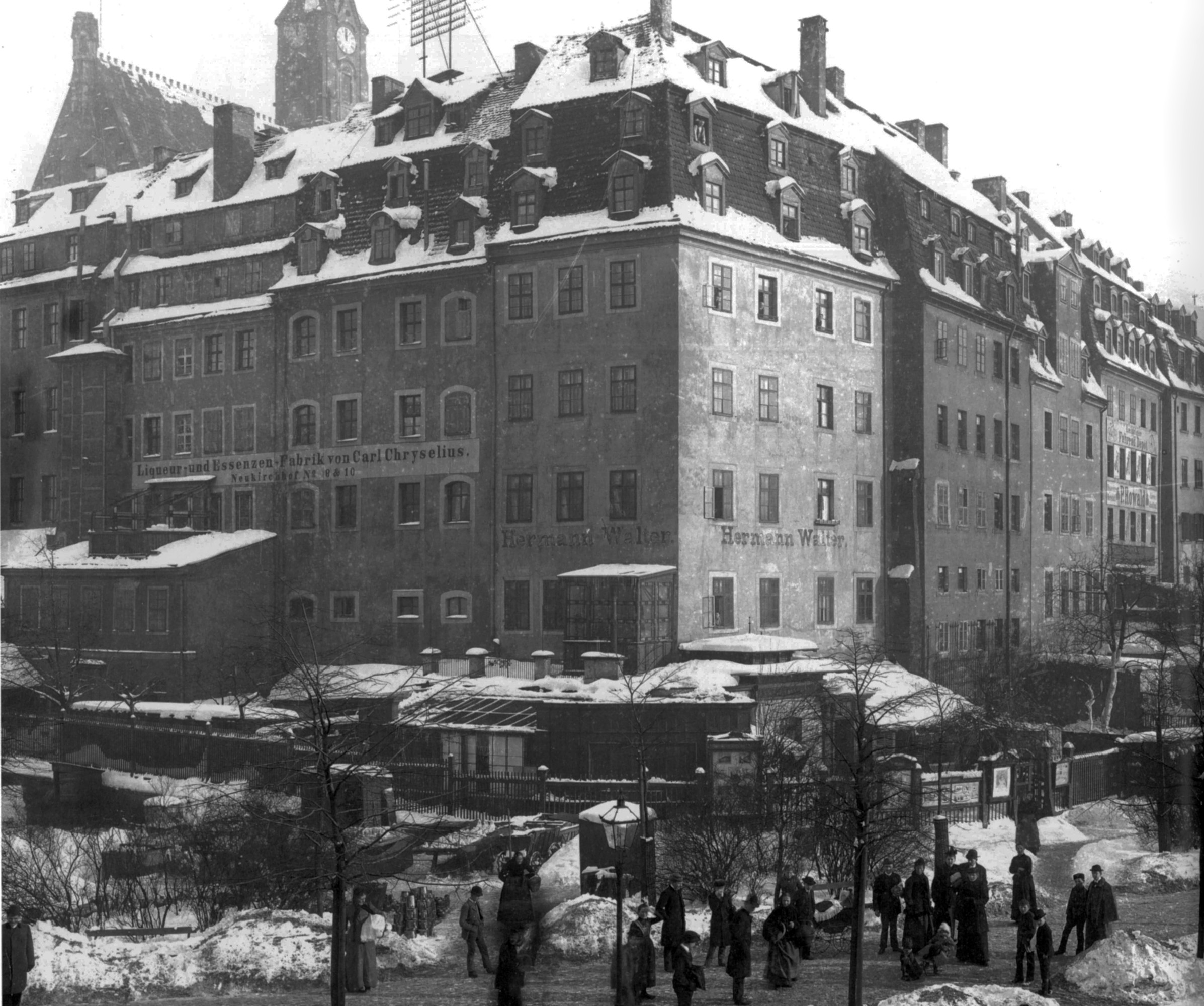
Haus Matthäikirchhof 8 mit vorgebautem Atelier, vom Töpferplatz aus gesehen (Fotografie von Hermann Walter, um 1900); Die barocke Bebauung des Matthäikirchhofs wurde 1909 abgerissen.

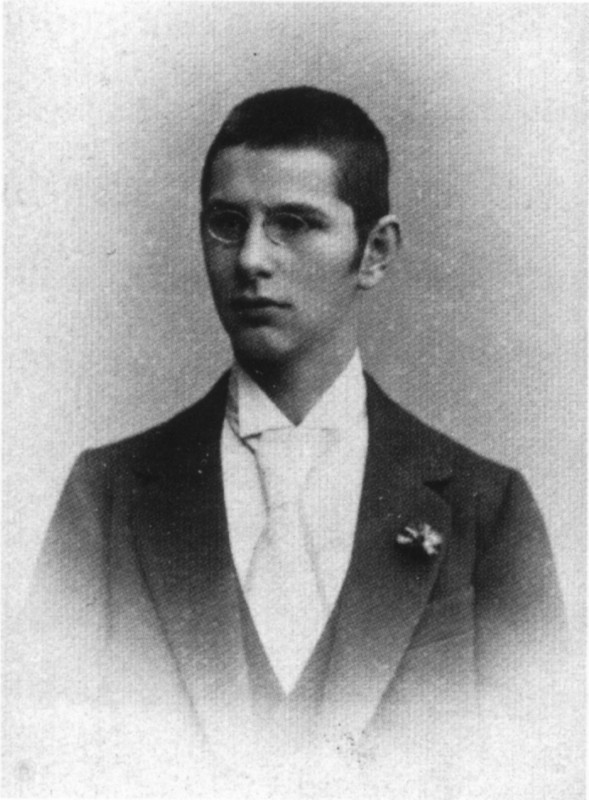
Hermann Walters Sohn Karl, fotografiert von seinem Vater (um 1900)

Am 28. Juli 1874 heiratete er Anna Johanna Clara Müller und verlegte seine Arbeitsräume in das Gebäude Leibnizstraße 4. 1879 zog er in das Haus Neukirchof 21 (seit 1894 Matthäikirchhof 8), erst als Unterpächter und seit 1899 als Eigentümer. Im gleichen Jahr baute er im Vorgarten des Hauses zum Töpferplatz ein Atelier mit Arbeitsräumen. Der Bau hatte – wie bei damaligen „Photographischen Salons“ üblich – ein Glasdach, die Westseite war voll verglast.
Walter entdeckte die neu aufkommende Ansichtskarte als Einnahmequelle und gab seine Karten im Selbstverlag heraus. Neben Stadtansichten fertigte er auch Industrieaufnahmen. Ab Mitte der 1880er Jahre war er Stadtfotograf von Leipzig und schuf teils in eigenem Auftrag, teils im Auftrag des Rates der Stadt ein reichhaltiges Werk an Leipzig-Aufnahmen.
Auf Anregung des Geologen Albert Heim fertigte Hermann Walter im Jahr 1900 zahlreiche Aufnahmen des Kleinen Laufen an.
Nach Hermann Walters Tod 1909 führte sein Schwager Bernhard Müller (1860–1930) das Atelier weiter. Walters Tochter Marie (1879–1957) arbeitete ebenfalls im Geschäft mit. Erst 1930, nach dem Tod Müllers, wurde Karl Walter (* 1877; † 11. Oktober 1940), der zweite Sohn Hermann Walters, Eigentümer des Ateliers. Von Karl Walter sind jedoch keine eigenen Bilder bekannt. Bereits 1935, nach Scheidung, sozialem Abstieg und physischem Zusammenbruch, veranlasste ihn das Versorgungsamt, das etwa 4000 vollkommen ungeordnete Negativplatten umfassende Archiv seines Vaters dem Stadtgeschichtlichen Museum zu übereignen. Dabei übernahm das Museum jedoch nur Aufnahmen, an denen sie ein unmittelbares Interesse hatte.
Walters erster Sohn Hermann Friedrich Wilhelm (* 7. Dezember 1874; † 1942) war einer der ersten Studenten der Handelshochschule Leipzig, er wurde später Professor und Direktor der Handelsschule in Leisnig.

## Ehrungen
Auf Beschluss des Leipziger Stadtrates erhielt 2011 eine neue Straße im Ortsteil Probstheida den Namen Walterweg.

## Ausstellungen
- 2012: Hermann Walter – Leipzig im 19. Jahrhundert, Kamera- und Fotomuseum Leipzig[7]
- 2019: Hermann Walter – Leipzig im 19. Jahrhundert, 12. Januar 2019 – 31. März 2019, Deutsches Fotomuseum Leipzig[8]